# Прага XE-II
Прага XE-II је мали чехословачки хеликоптер опште намене. Био је први хеликоптер направљен у Чехословачкој, полетео је први пут 1950. године и служио је само у експерименталне сврхе у циљу освајања хеликоптерске технологије тј. вертикалног лета.

## Пројектовање и развој
Ваздухоплов Прага XE-II је био први летећи хеликоптер чехословачке конструкције и уједно први хеликоптер који је летео у централној и источној Европи после Совјетског Савеза. Иако је превасходно био намењен стицању искуства и верификацији технологија за будуће хеликоптере, као што му је од почетка сугерисало име експериментални, представљао је успешну конструкцију која показује савладавање концепта вертикалног лета. То неће променити ни трагични крај његове летачке каријере.
Хеликоптер Прага XE-II развила је пројектантска група (означена као ЛТ3, касније ЛЦ) у фабрици авиона Прага под руководством инж. Јарослава Шлехта. Инж. Шлехта је за време рата радио у Немачкој на пројектовању хеликоптера Фоке Вулф ФА 223 где је стекао богато искуство. По повратку у земљу приступио је пројектовању хеликоптера XE-I са два ротора од кога се одустало због компликованости конструкције. При пројектовању XE-II одлучено је да се напусти концепт два ротора који се користио код ФА 223 и група се фокусира на перспективнију конфигурацију, која је и данас најраспрострањенија - један носећи и један балансирајући ротор. Хеликоптер XE-II, први пут је полетео 14. децембрa 1949. У међувремено фабрика Прага је припојена фабрици Аеро у Височану а са њом и конструкторска група инж. Ј. Шлехте. Прототип XE-II је направљен у само једном примерку.
Током тестова, машина је много пута модификована. Визуелно најупечатљивије промене догодиле су се средином 1951. када је цеваста конструкција трупа била пресвучена и пилот је већ седео иза ветробрана. Појединачне модификације су се разликовале словима, ознака је ишла од оригиналног XE-II А до XE-II Е.

## Технички опис
Хеликоптер Прага XE-II је био једноставна, решеткаста структура заварена од челичних цеви танких зидова. Линијски четвороцилиндрични мотор Прага D снаге 59 kW покретао је двокраки главни ротор и двокраки нивелациони пропелер. Стајни трап је био фиксан типа трицикл са једном носном ногом напред и две главне ноге позади. У ногама су били уграђени уљно пнеуматски амортизери и точкови са балон гумама.

## Варијанте
- LC-II - Први пројект експерименталног хеликоптера.
- XE-II - Основна ознака направљеног прототипа.
- XE-II A - Први прототип хеликоптера.
- XE-II B - Прототип са модификованом цикличном управљачком полугом.
- XE-II C - Прототип са новом главом ротора.
- XE-II D - Прототип који је имао труп прекривен платном.
- XE-II E - Прототип са новим типом стабилизатора.
- XE-II F - Прототип са новим лопатицама главног ротора касније намењен за хеликоптере Аеро ХЦ-2 Хели Баби[4].

## Оперативно коришћење
У близини аеродрома Хрудим 16. маја 1952. године, догодила се трагична несрећа хеликоптера Прага XE-II. Пилот хеликоптера Франтишек Јанча је тог дана летео за потребе испитивања ВТУ-а (Војнотехнички институт). Несрећа се догодила током другог полетања, око један минут након полетања. На висини од око 150 метара, ослонац задњег нивелационог пропелера се одломио, а једна од његових лопатица је накнадно отпала. Хеликоптер је почео да се окреће око вертикалне осе, љуљајући се и истовремено губећи висину. Пилот је искочио из хеликоптера на висину од око 50 m и покушао да отвори спасилачки падобран. Нажалост, на тој висини није имао никакве шансе да преживи. Пилот је пао непосредно поред хеликоптера. Особље аеродрома га је укрцало у војни аутомобил и одвезло у болницу у Хрудиму, где је лекар могао само да констатује смрт. Хеликоптер је доживео тоталну штету а пројект је обустављен.

## Корисници
- Чехословачка